# مايك كويك
مايك كويك (بالإنجليزية: Mike Quick)‏ هو لاعب كرة قدم أمريكية أمريكي، ولد في 14 مايو 1959 في هاملت في الولايات المتحدة.

## وصلات خارجية
- مايك كويك على موقع مرجع كرة القدم المحترفة.كوم (الإنجليزية)
- مايك كويك على موقع قاعة كارولاينا الشمالية للمشاهير الرياضية (الإنجليزية)